# العلاقات النيبالية الميكرونيسية
العلاقات النيبالية الميكرونيسية هي العلاقات الثنائية التي تجمع بين نيبال وولايات ميكرونيسيا المتحدة.

## مقارنة بين البلدين
هذه مقارنة عامة ومرجعية للدولتين:
| وجه المقارنة                                              | نيبال                             | ولايات ميكرونيسيا المتحدة |
| --------------------------------------------------------- | --------------------------------- | ------------------------- |
| المساحة (كم2)                                             | 147.18 ألف                        | 702                       |
| عدد السكان (نسمة)                                         | 29.40 مليون                       | 105.54 ألف                |
| الكثافة السكانية (ن./كم²)                                 | 199.76                            | 15.03 ألف                 |
| العاصمة                                                   | كاتماندو                          | باليكير                   |
| اللغة الرسمية                                             | اللغة النيبالية                   | لغة إنجليزية              |
| العملة                                                    | روبية نيبالية                     | دولار أمريكي              |
| الناتج المحلي الإجمالي (بليون دولار)                      | 24.47 مليار                       | 336.43 مليون              |
| الناتج المحلي الإجمالي (تعادل القوة الشرائية) بليون دولار | 70.20 مليار                       | 365.27 مليون              |
| الناتج المحلي الإجمالي الاسمي للفرد دولار أمريكي          | 743                               | 3.02 ألف                  |
| الناتج المحلي الإجمالي للفرد دولار أمريكي                 | 2.37 ألف                          |                           |
| مؤشر التنمية البشرية                                      | 0.548                             | 0.640                     |
| رمز المكالمات الدولي                                      | +977                              | +691                      |
| رمز الإنترنت                                              | .np                               | .fm                       |
| المنطقة الزمنية                                           | UTC+05:45، التوقيت الموحد لنيبال ‏ |                           |

## منظمات دولية مشتركة
يشترك البلدان في عضوية مجموعة من المنظمات الدولية، منها:
| علم المنظمة | اسم المنظمة                               | تاريخ انضمام نيبال | تاريخ انضمام ولايات ميكرونيسيا المتحدة |
| ----------- | ----------------------------------------- | ------------------ | -------------------------------------- |
|             | مؤسسة التنمية الدولية                     | 6 مارس 1963        | 24 يونيو 1993                          |
|             | مؤسسة التمويل الدولية                     | 7 يناير 1966       | 24 يونيو 1993                          |
|             | منظمة حظر الأسلحة الكيميائية              | ?                  | ?                                      |
|             | الأمم المتحدة                             | 14 ديسمبر 1955     | 17 سبتمبر 1991                         |
|             | البنك الدولي للإنشاء والتعمير             | 6 سبتمبر 1961      | 24 يونيو 1993                          |
|             | المركز الدولي لتسوية المنازعات الاستشارية | 6 فبراير 1969      | 24 يوليو 1993                          |
|             | وكالة ضمان الاستثمار متعدد الأطراف        | 9 فبراير 1994      | 11 أغسطس 1993                          |
|             | بنك التنمية الآسيوي                       | 1966               | 1990                                   |
|             | يونسكو                                    | 1 مايو 1953        | 19 أكتوبر 1999                         |

## وصلات خارجية
- موقع وزارة الخارجية النيبالية